# Freda Diamond
Freda Diamond (1905-1998) fue una diseñadora industrial estadounidense conocida por su visión del gusto del consumidor norteamericano.

## Trayectoria
Freda Diamond nació en la ciudad de Nueva York el 11 de abril de 1905, de padres de origen ruso. Freda y su hermana, Lillian, fueron criadas por su madre viuda, Ida, que trabajaba como diseñadora de vestidos. Ida también fue una destacada anarquista y amiga intima de la activista Emma Goldman.
Diamond asistió a la Women's Art School de la Cooper Union de Nueva York, donde estudió diseño decorativo y se graduó en 1924. Tras su graduación, trabajó para William Baumgarten. Descontenta con los encargos de Baumgarten, Diamond comenzó a trabajar como gerente y estilista para Stern Brothers, donde se familiarizó con la fabricación en serie.

### Consultoría
Después de seis años en Stern Brothers, Diamond abrió su propia consultoría.
En 1942, recibió el encargo de codiseñar cristalería para Libbey Glass con Virginia Hamill. Para el proyecto, Diamond llevó a cabo un estudio de mercado de un año sobre las preferencias de los consumidores en cuanto a estilo, precio y material. Los diseños de Diamond y Hamill, fabricados por primera vez inmediatamente después de la Segunda Guerra Mundial, fueron increíblemente populares y se vendieron por millones. Recibió importantes reconocimientos por sus diseños, incluido el "Good Design Award" del Museo de Arte Moderno. En 1954, la revista Life la nombró "Diseñadora para todos".
Diamond pasó gran parte de las décadas siguientes trabajando como consultora para varias empresas internacionales. Como tal, viajó a Japón dos veces, aportando información sobre las preferencias de los consumidores estadounidenses.
Murió en 1998.